# Premi Goya 1988
La cerimonia di premiazione della 2ª edizione dei Premi Goya si è svolta il 22 marzo 1988 al Palacios de Congresos di Madrid.

## Vincitori e candidati
I vincitori sono indicati in grassetto, a seguire gli altri candidati.

### Miglior film
- Il bosco animato (El bosque animado), regia di José Luis Cuerda
- Divine parole (Divinas palabras), regia di José Luis García Sánchez
- El lute, o cammina o schiatta, noto anche con il titolo Il Lute - Cammina o scappa (El lute: camina o revienta), regia di Vicente Aranda

### Miglior regista
- José Luis Garci - Asignatura aprobada
- Bigas Luna - L'angoscia (Angustia)
- Vicente Aranda - El lute, o cammina o schiatta (El lute: camina o revienta)

### Miglior attore protagonista
- Alfredo Landa - Il bosco animato (El bosque animado)
- Imanol Arias - El lute, o cammina o schiatta (El lute: camina o revienta)
- José Manuel Cervino - La guerra dei pazzi (La guerra de los locos)

### Migliore attrice protagonista
- Verónica Forqué - La vita allegra (La vida alegre)
- Irene Gutiérrez Caba - La casa di Bernarda Alba (La casa de Bernada Alba)
- Victoria Abril - El lute, o cammina o schiatta (El lute: camina o revienta)

### Miglior attore non protagonista
- Juan Echanove - Divine parole (Divinas palabras)
- Agustín González - Mori e cristiani (Moros y cristianos)
- Pedro Ruiz - Mori e cristiani (Moros y cristianos)

### Migliore attrice non protagonista
- Verónica Forqué - Mori e cristiani (Moros y cristianos)
- Marisa Paredes - Cara de acelga
- Terele Pávez - Laura, del cielo llega la noche

### Miglior sceneggiatura
- Rafael Azcona - Il bosco animato (El bosque animado)
- Manuel Matji - La guerra dei pazzi (La guerra de los locos)
- Rafael Azcona e Luis García Berlanga - Mori e cristiani (Moros y cristianos)

### Miglior produzione
- Marisol Carnicero - Faccia sbattuta (Cara de acelga)
- Mario Morales - Asignatura aprobada
- Daniel Vega - Polizia

### Miglior fotografia
- Fernando Arribas - Divine parole (Divinas palabras)
- Javier Aguirresarobe - Il bosco animato (El bosque animado )
- Hans Burmann - La russa (La rusa)

### Miglior montaggio
- Pablo del Amo - Divine parole (Divinas palabras)
- Julio Peña - La tabaccaia di Vallecas (La estanquera de Vallecas)
- José Luis Matesanz - Il mio generale (Mi general)

### Miglior colonna sonora
- José Nieto - Il bosco animato (El bosque animado)
- Milladoiro - Divine parole (Divinas palabras)
- Raúl Alcover - Gli invitati (Los invitados)

### Miglior scenografia
- Rafael Palmero - La casa di Bernarda Alba (La casa de Bernarda Alba)
- Félix Murcia - Il bosco animato (El bosque animado)
- Eduardo Torre de la Fuente - La monaca alfiere (La monja alférez)

### Migliori costumi
- Javier Artiñano - Il bosco animato (El bosque animado)
- Javier Artiñano - Ai quattro venti (A los cuatro vientos)
- José Rubio - La casa di Bernarda Alba (La casa de Bernarda Alba)

### Miglior sonoro
- Miguel Ángel Polo ed Enrique Molinero - Divine parole (Divinas palabras)
- Bernardo Menz ed Enrique Molinero - Il bosco animato (El bosque animado)
- Carlos Faruolo ed Enrique Molinero - Il peccatore impeccabile (El pecador impecable)

### Migliori effetti speciali
- Francisco Teres - L'angoscia (Angustia)
- Julián Martín - Ai quattro venti (A los cuatro vientos)
- John Collins - Descanse en piezas

### Miglior film straniero in lingua spagnola
- Lo que importa es vivir, regia di Luis Alcoriza
- Hombre mirando al sudeste, regia di Eliseo Subiela
- Un hombre de éxito, regia di Humberto Solás

### Premio Goya alla carriera
- Rafaela Aparicio